# Gyeom-myeon
Gyeom-myeon (koreanska: 겸면) är en socken i kommunen Gokseong-gun i provinsen Södra Jeolla i den södra delen av Sydkorea, 260 km söder om huvudstaden Seoul.